# Garelli Monza
Die Garelli Monza war ein sportliches Kleinkraftrad des italienischen Herstellers Garelli, das von 1966 bis 1972 produziert wurde. Es war ein sportlich orientiertes, leichtes Straßenmotorrad, das für den internationalen Markt – insbesondere in Italien, Deutschland, Großbritannien und den Niederlanden – entwickelt wurde. Die Garelli Monza war für ihre hohe Endgeschwindigkeit und Tuningfreudigkeit bekannt. Mit der Vorserienversion der Monza wurden bereits 1963 mehrere Weltrekorde aufgestellt (siehe Rennerfolge).

## Beschreibung
Das Kleinkraftrad war mit einem luftgekühlten Einzylinder-Zweitaktmotor ausgestattet. Der Motor hatte eine Bohrung von 40 mm und einen Hub von 39 mm, was einem Hubraum von 49 cm³ entspricht. Die Leistung betrug serienmäßig 6,2 PS bei 8500/min. Die Kraft wurde über ein fußgeschaltetes Vierganggetriebe übertragen.
Das Fahrwerk bestand vorn aus einer hydraulisch gedämpften Ceriani-Teleskopgabel, hinten aus einer Schwinge mit zwei gedämpften Federbeinen. Die Räder waren mit 2,00 × 19"-Reifen bestückt, das Leergewicht lag bei 52 kg. Der Tankinhalt betrug 10 l, der Normverbrauch 2 l/100 km. Die bauartbedingte Höchstgeschwindigkeit betrug 90 km/h.
Die elektrische Anlage bestand aus einem Schwungmagnetzünder mit außenliegender Zündspule und einer 6-V-/30-W-Lichtspule. Der Scheinwerfer hatte 25/25 W, das Rücklicht 5 W.

## Technische Daten
| Merkmal               | Wert                                                             |
| --------------------- | ---------------------------------------------------------------- |
| Motortyp              | Einzylinder-Zweitaktmotor, luftgekühlt, Typ 354 BZKW             |
| Bohrung × Hub         | 40 × 39 mm                                                       |
| Hubraum               | 49 cm³                                                           |
| Verdichtung           | 12 : 1                                                           |
| Kraftstoff            | Kraftstoff-Öl-Gemisch (20 : 1)                                   |
| Leistung              | 6,2 PS bei 8500/min                                              |
| Getriebe              | Fußgeschaltetes 4-Gang-Getriebe                                  |
| Primärübersetzung     | 3,722:1                                                          |
| Übersetzung der Gänge | 1. Gang: 12,40:1 2. Gang: 7,23:1 3. Gang: 5,24:1 4. Gang: 4,17:1 |
| Sekundärantrieb       | Kette 1/2″ × 3/16″                                               |
| Hinterradübersetzung  | 13:33                                                            |
| Höchstgeschwindigkeit | 90 km/h                                                          |
| Rahmen                | Rohrrahmen                                                       |
| Radstand              | 1140 mm                                                          |
| Länge × Breite × Höhe | 1820 × 520 × 900 mm                                              |
| Leergewicht           | 52 kg                                                            |
| Tankinhalt            | 10 Liter                                                         |
| Verbrauch             | ca. 2 l/100 km                                                   |
| Federung vorn         | Ceriani-Teleskopgabel, hydraulisch gedämpft                      |
| Federung hinten       | Schwinge mit gedämpften Federbeinen                              |
| Bremsen               | Vollnaben-Trommelbremsen mit je 2 Bremsbacken                    |
| Bereifung             | 2.00 × 19″ (vorn und hinten)                                     |
| Elektrische Anlage    | Schwungmagnetzünder mit außenliegender Zündspule                 |
| Lichtspule            | 6 V / 30 W                                                       |
| Scheinwerfer          | 6 V / 25/25 W                                                    |
| Rücklicht             | 6 V / 5 W                                                        |

## Tuning und Motorsport
In Deutschland, Italien und den Niederlanden war das Modell besonders unter jungen Fahrern beliebt und wurde häufig getunt. Ein gebräuchlicher Tuningzylinder stammte von Polini, gefertigt aus Aluminium mit einem Hubraum von 79,5 cm³ und einem Verdichtungsverhältnis von 15 : 1. In Kombination mit einem Dell’Orto-UB-22S- oder UB-24S-Vergaser konnte die Leistung auf über 10 PS bei etwa 12000/min gesteigert werden, was eine Höchstgeschwindigkeit von rund 120 km/h ermöglichte.
Zusätzlich gab es auch Glasfaser- oder Polyesterverkleidungen für den Renneinsatz. Die Garelli Monza wurde in Großbritannien von Agrati Sales (UK) Ltd angeboten, unter anderem auch als „Monza Sports“ oder „Monza Special“.

## Rennerfolge
Im November 1963 stellte Garelli auf dem Hochgeschwindigkeitsoval von Monza mit zwei speziell vorbereiteten, stromlinienverkleideten 50-cm³-Maschinen insgesamt acht neue Weltrekorde auf. Darunter befand sich ein bemerkenswerter 24-Stunden-Weltrekord mit einer Durchschnittsgeschwindigkeit von 108,834 km/h, der bis heute (Stand 2025) ungebrochen ist.
Die für diese Rekordfahrten eingesetzten Motorräder basierten auf der Garelli Monza und wurden unter der Leitung des Ingenieurs William Soncini umfangreich modifiziert. Die auffällige Aluminiumverkleidung dieser Maschinen verlieh ihnen ein futuristisches Aussehen und trug maßgeblich zur Verbesserung der Aerodynamik bei.
Zu den Fahrern, die an diesen Rekordversuchen beteiligt waren, gehörte unter anderem Roberto Patrignani, ein erfahrener Motorradrennfahrer und Journalist.